# Drosophila andamanensis
Drosophila andamanensis är en tvåvingeart som beskrevs av Gupta och Ray-chaudhuri 1970. Drosophila andamanensis ingår i släktet Drosophila och familjen daggflugor.
Artens utbredningsområde är Andamanerna.